# Лавандовая паника
«Лавандовая паника» (англ. Lavender scare) — моральная обеспокоенность по поводу гомосексуалов в правительстве Соединенных Штатов, которая привела к их массовому увольнению с государственной службы в середине XX века. «Лавандовая паника» поспособствовала началу новой антикоммунистической кампании, известной как маккартизм и Вторая красная угроза, и шла параллельно с ней. Считалось, что геи и лесбиянки представляют угрозу национальной безопасности и симпатизируют коммунистам, что привело к призыву уволить их с госслужбы. Считалось, что геи более восприимчивы к манипуляциям и тем самым могут представлять угрозу для страны. Лесбиянки преследовались меньше, чем геи, но некоторые женщины подвергались допросам или теряли работу.
«Лавандовая паника» — официальная реакция федерального правительства как на заметное сообщество лесбиянок и геев, так и на предполагаемую гомосексуальную угрозу — повлекла за собой преследование гомосексуалов и укрепление гомофобной политики. Бывший сенатор США Алан К. Симпсон писал: «Так называемая „красная паника“ была в центре внимания большинства историков того периода. Менее известным элементом, который причинил вред гораздо большему количеству людей, была „охота на ведьм“, которую Маккарти и другие проводили против гомосексуалов».

## Этимология
Термин, обозначающий это преследование, был популяризирован книгой Дэвида К. Джонсона 2004 года, в которой изучалась эта кампания, «Лавандовая паника». Название книги взято из термина «лавандовые парни», неоднократно использовавшегося сенатором Эвереттом Дирксеном как синоним гомосексуалистов мужского пола. В 1952 году Дирксен заявил, что победа республиканцев на ноябрьских выборах будет означать увольнение «лавандовых парней» из Госдепартамента.[5][6] Эта фраза также использовалась журналом Confidential, периодическим изданием, известным своими сплетнями о сексуальности политиков и выдающихся голливудских звезд.[7]

## История
Задолго до расследований Конгресса в 1950 году, правительственные учреждения США уже разработали сложную и эффективную систему правил для выявления «гомосексуалистов», которые станут правоприменительными механизмами во время Лавандовой паники. Наоко Сибусава утверждает, что эта система была связана с общим расширением бюрократии в конце девятнадцатого века, с государственными институтами, которые все более последовательно делили людей на годных и непригодных, включая гомосексуалов в категорию непригодных наряду с людьми, которые были обозначены как «преступно невменяемые» (criminally insane) или «морально развращенные» (morally depraved), однако в тот момент последовательных регулирующих мер по этому поводу ещё не было принято. Марго Канадей и Майкл С. Шерри заявили, что гомофобия времен холодной войны (так же как «моральная сексуальная паника», которая восходит к Великой депрессии) возникла в контексте «предполагаемых сдвигов в гендерных и межрасовых отношениях, продолжающихся неурядиц позднего капитализма, урбанизации, экономических и внешних кризисов, послевоенного переустройства и формирования общества потребления и культуры, в которой предположительно доминируют женщины». Несмотря на это вопрос об увольнении геев с госслужбы, по-видимому, не рассматривался до холодной войны. В отличие от военных, у Госдепартамента не было обеспокоенности о геях, служащих в армии. Этот вопрос также не был в поле зрения общественности, за исключением стереотипа, что дипломатический корпус состоит из изнеженных, привилегированных типов.
В 1947 году, в начале холодной войны в связи с усилением озабоченности по поводу внутренней безопасности, Госдепартамент начал кампанию по избавлению ведомства от коммунистов и гомосексуалов. В департаменте был создан перечень «принципов безопасности», которые в дальнейшем вдохновили на создание двойного теста на лояльность и безопасность, ставшего образцом для других правительственных учреждений, он также послужил основой для общегосударственной программы обеспечения безопасности при президенте Эйзенхауэре. Согласно этим принципам к «нелояльным» лицам относились коммунисты, их соратники и лица, обвиняемые в шпионаже, наряду с людьми, известными «склонностью к пьянству, сексуальными извращениям, моральной распущенности, финансово безответственные или судимые». Им должно было быть отказано в приеме на работу в федеральные органы. С включением так называемых «сексуальных извращений» в число критериев, неподходящих для федеральной службы занятости, дискриминация гомосексуалов была встроена в политику Госдепартамента, и это было закреплено в протоколе и процедуре федерального правительства. В период с 1947 по 1950 год более 1700 претендентам на федеральные должности было отказано в приеме на работу из-за обвинений в гомосексуальности.

## Культурное влияние
Опера 2016 года «Попутчики», основанная на одноименном романе Томаса Мэллона 2007 года, рассказывает о любовной связи между двумя мужчинами, работающими на федеральное правительство во время Лавандовой паники. 29 октября 2023 года на канале Showtime состоялась телевизионная премьера мини-сериала «Попутчики», также основанного на этом романе.